# Yvesia (grassenfamilie)
Yvesia is een geslacht uit de grassenfamilie (Poaceae). De soorten van dit geslacht komen voor in Afrika.

## Soorten
Van het geslacht zijn de volgende soorten bekend: 
- Yvesia acanthosclera
- Yvesia alecto
- Yvesia carnosa
- Yvesia dispar
- Yvesia fallax
- Yvesia gracilis
- Yvesia guernei
- Yvesia hanseni
- Yvesia linguifera
- Yvesia lobata
- Yvesia madagascariensis
- Yvesia mamillata
- Yvesia pedunculata
- Yvesia pertusa
- Yvesia richardi
- Yvesia ridleyi
- Yvesia rosea
- Yvesia spinnulata
- Yvesia spinulata